# 8.ª etapa de la Vuelta a España 2022
La 8.ª etapa de la Vuelta a España 2022 tuvo lugar el 27 de agosto de 2022 entre Pola de Laviana y Yernes y Tameza sobre un recorrido de 153,4 km. El vencedor fue el australiano Jay Vine del Alpecin-Deceuninck y el belga Remco Evenepoel consiguió mantener el liderato.

## Clasificación de la etapa
| Pola de Laviana - Yernes y Tameza | etapa de montaña | (153,4 km) |

| \| Clasificación de la etapa \| Clasificación de la etapa \| Clasificación de la etapa \| Clasificación de la etapa \| Clasificación de la etapa \| \| Ciclista \| Ciclista \| Equipo \| Tiempo \| \| \| ------------------------- \| ------------------------- \| ---------------------------------- \| ------------------------- \| ------------------------- \| \| 1.º \| Jay Vine \| Alpecin-Deceuninck \| 4 h 05 min 25 s \| \| \| 2.º \| Marc Soler \| UAE Team Emirates \| + 43 s \| \| \| 3.º \| Rein Taaramäe \| Intermarché-Wanty-Gobert Matériaux \| + 43 s \| \| \| 4.º \| Thibaut Pinot \| Groupama-FDJ \| + 47 s \| \| \| 5.º \| Remco Evenepoel \| Quick-Step Alpha Vinyl \| + 1 min 20 s \| \| \| 6.º \| Enric Mas \| Movistar Team \| + 1 min 20 s \| \| \| 7.º \| Primož Roglič \| Jumbo-Visma \| + 1 min 20 s \| \| \| 8.º \| Simon Yates \| BikeExchange-Jayco \| + 1 min 33 s \| \| \| 9.º \| Carlos Rodríguez \| Ineos Grenadiers \| + 1 min 33 s \| \| \| 10.º \| Sébastien Reichenbach \| Groupama-FDJ \| + 1 min 42 s \| \| |                       |                                    |                 |
| |                       |                                    |                 |
| Fuente: ProCyclingStats |                       |                                    |                 |
| Clasificación de la etapa |                       |                                    |                 |
| Ciclista | Ciclista              | Equipo                             | Tiempo          |
| 1.º | Jay Vine              | Alpecin-Deceuninck                 | 4 h 05 min 25 s |
| 2.º | Marc Soler            | UAE Team Emirates                  | + 43 s          |
| 3.º | Rein Taaramäe         | Intermarché-Wanty-Gobert Matériaux | + 43 s          |
| 4.º | Thibaut Pinot         | Groupama-FDJ                       | + 47 s          |
| 5.º | Remco Evenepoel       | Quick-Step Alpha Vinyl             | + 1 min 20 s    |
| 6.º | Enric Mas             | Movistar Team                      | + 1 min 20 s    |
| 7.º | Primož Roglič         | Jumbo-Visma                        | + 1 min 20 s    |
| 8.º | Simon Yates           | BikeExchange-Jayco                 | + 1 min 33 s    |
| 9.º | Carlos Rodríguez      | Ineos Grenadiers                   | + 1 min 33 s    |
| 10.º | Sébastien Reichenbach | Groupama-FDJ                       | + 1 min 42 s    |

## Clasificaciones al final de la etapa

### Clasificación general
| \| Clasificación general \| Clasificación general \| Clasificación general \| Clasificación general \| Clasificación general \| \| Ciclista \| Ciclista \| Equipo \| Tiempo \| \| \| --------------------- \| --------------------- \| ---------------------- \| --------------------- \| --------------------- \| \| 1.º \| Remco Evenepoel \| Quick-Step Alpha Vinyl \| 29 h 28 min 19 s \| \| \| 2.º \| Enric Mas \| Movistar Team \| + 28 s \| \| \| 3.º \| Primož Roglič \| Jumbo-Visma \| + 1 min 01 s \| \| \| 4.º \| Carlos Rodríguez \| Ineos Grenadiers \| + 1 min 47 s \| \| \| 5.º \| Tao Geoghegan Hart \| Ineos Grenadiers \| + 1 min 54 s \| \| \| 6.º \| Juan Ayuso \| UAE Team Emirates \| + 2 min 02 s \| \| \| 7.º \| Simon Yates \| BikeExchange-Jayco \| + 2 min 05 s \| \| \| 8.º \| João Almeida \| UAE Team Emirates \| + 2 min 44 s \| \| \| 9.º \| Jai Hindley \| Bora-Hansgrohe \| + 2 min 51 s \| \| \| 10.º \| Ben O'Connor \| AG2R Citroën Team \| + 2 min 59 s \| \| |                    |                        |                  |
| |                    |                        |                  |
| Fuente: ProCyclingStats |                    |                        |                  |
| Clasificación general |                    |                        |                  |
| Ciclista | Ciclista           | Equipo                 | Tiempo           |
| 1.º | Remco Evenepoel    | Quick-Step Alpha Vinyl | 29 h 28 min 19 s |
| 2.º | Enric Mas          | Movistar Team          | + 28 s           |
| 3.º | Primož Roglič      | Jumbo-Visma            | + 1 min 01 s     |
| 4.º | Carlos Rodríguez   | Ineos Grenadiers       | + 1 min 47 s     |
| 5.º | Tao Geoghegan Hart | Ineos Grenadiers       | + 1 min 54 s     |
| 6.º | Juan Ayuso         | UAE Team Emirates      | + 2 min 02 s     |
| 7.º | Simon Yates        | BikeExchange-Jayco     | + 2 min 05 s     |
| 8.º | João Almeida       | UAE Team Emirates      | + 2 min 44 s     |
| 9.º | Jai Hindley        | Bora-Hansgrohe         | + 2 min 51 s     |
| 10.º | Ben O'Connor       | AG2R Citroën Team      | + 2 min 59 s     |

### Clasificación por puntos
| Clasificación por puntos | Clasificación por puntos | Clasificación por puntos | Clasificación por puntos | Clasificación por puntos |
| Ciclista                 | Ciclista                 | Equipo                   | Puntos                   |                          |
| ------------------------ | ------------------------ | ------------------------ | ------------------------ | ------------------------ |
| 1.º                      | Mads Pedersen            | Trek-Segafredo           | 147 pts                  |                          |
| 2.º                      | Sam Bennett              | Bora-Hansgrohe           | 142 pts                  |                          |
| 3.º                      | Marc Soler               | UAE Team Emirates        | 81 pts                   |                          |
| 4.º                      | Fred Wright              | Bahrain Victorious       | 64 pts                   |                          |
| 5.º                      | Remco Evenepoel          | Quick-Step Alpha Vinyl   | 52 pts                   |                          |
| 6.º                      | Primož Roglič            | Jumbo-Visma              | 50 pts                   |                          |
| 7.º                      | Enric Mas                | Movistar Team            | 47 pts                   |                          |
| 8.º                      | Daniel McLay             | Arkéa-Samsic             | 41 pts                   |                          |
| 9.º                      | Jay Vine                 | Alpecin-Deceuninck       | 40 pts                   |                          |
| 10.º                     | Jesús Herrada            | Cofidis                  | 40 pts                   |                          |

### Clasificación de la montaña
| Clasificación de la montaña | Clasificación de la montaña | Clasificación de la montaña | Clasificación de la montaña | Clasificación de la montaña |
| Ciclista                    | Ciclista                    | Equipo                      | Puntos                      |                             |
| --------------------------- | --------------------------- | --------------------------- | --------------------------- | --------------------------- |
| 1.º                         | Jay Vine                    | Alpecin-Deceuninck          | 40 pts                      |                             |
| 2.º                         | Marc Soler                  | UAE Team Emirates           | 16 pts                      |                             |
| 3.º                         | Thibaut Pinot               | Groupama-FDJ                | 12 pts                      |                             |
| 4.º                         | Rubén Fernández Andújar     | Cofidis                     | 11 pts                      |                             |
| 5.º                         | Mark Padun                  | EF Education-EasyPost       | 10 pts                      |                             |
| 6.º                         | Jesús Herrada               | Cofidis                     | 10 pts                      |                             |
| 7.º                         | Remco Evenepoel             | Quick-Step Alpha Vinyl      | 7 pts                       |                             |
| 8.º                         | Fred Wright                 | Bahrain Victorious          | 6 pts                       |                             |
| 9.º                         | Roger Adrià                 | Equipo Kern Pharma          | 6 pts                       |                             |
| 10.º                        | Lawson Craddock             | BikeExchange-Jayco          | 5 pts                       |                             |

### Clasificación de los jóvenes
| Clasificación del mejor joven | Clasificación del mejor joven | Clasificación del mejor joven | Clasificación del mejor joven | Clasificación del mejor joven |
| Ciclista                      | Ciclista                      | Equipo                        | Tiempo                        |                               |
| ----------------------------- | ----------------------------- | ----------------------------- | ----------------------------- | ----------------------------- |
| 1.º                           | Remco Evenepoel               | Quick-Step Alpha Vinyl        | 29 h 28 min 19 s              |                               |
| 2.º                           | Carlos Rodríguez              | Ineos Grenadiers              | + 1 min 47 s                  |                               |
| 3.º                           | Juan Ayuso                    | UAE Team Emirates             | + 2 min 02 s                  |                               |
| 4.º                           | João Almeida                  | UAE Team Emirates             | + 2 min 44 s                  |                               |
| 5.º                           | Thymen Arensman               | Team DSM                      | + 3 min 18 s                  |                               |
| 6.º                           | Pavel Sivakov                 | Ineos Grenadiers              | + 3 min 31 s                  |                               |
| 7.º                           | Sergio Higuita                | Bora-Hansgrohe                | + 3 min 41 s                  |                               |
| 8.º                           | Gino Mäder                    | Bahrain Victorious            | + 3 min 43 s                  |                               |
| 9.º                           | José Félix Parra              | Equipo Kern Pharma            | + 17 min 18 s                 |                               |
| 10.º                          | Santiago Buitrago             | Bahrain Victorious            | + 25 min 28 s                 |                               |

### Clasificación por equipos
| Clasificación por equipos | Clasificación por equipos          | Clasificación por equipos | Clasificación por equipos |
| Equipo                    | Equipo                             | Tiempo                    |                           |
| ------------------------- | ---------------------------------- | ------------------------- | ------------------------- |
| 1.º                       | UAE Team Emirates                  | 87 h 40 min 20 s          |                           |
| 2.º                       | Ineos Grenadiers                   | + 1 min 56 s              |                           |
| 3.º                       | Bahrain Victorious                 | + 4 min 07 s              |                           |
| 4.º                       | Bora-Hansgrohe                     | + 5 min 55 s              |                           |
| 5.º                       | Movistar Team                      | + 7 min 29 s              |                           |
| 6.º                       | EF Education-EasyPost              | + 7 min 55 s              |                           |
| 7.º                       | Jumbo-Visma                        | + 11 min 46 s             |                           |
| 8.º                       | Intermarché-Wanty-Gobert Matériaux | + 13 min 24 s             |                           |
| 9.º                       | Astana Qazaqstan Team              | + 15 min 04 s             |                           |
| 10.º                      | Groupama-FDJ                       | + 24 min 46 s             |                           |

## Abandonos
Jake Stewart, enfermo, Mark Donovan, Nikias Arndt y Anthony Delaplace, los tres tras haber dado positivo en COVID-19, no tomaron la salida. Por su parte, Itamar Einhorn y Victor Langellotti no completaron la etapa por enfermedad y sufrir una caída respectivamente.